# Mansura (Louisiana)
Mansura és una població dels Estats Units a l'estat de Louisiana. Segons el cens del 2000 tenia 1.573 habitants.

## Demografia
Segons el cens del 2000, Mansura tenia 1.573 habitants, 599 habitatges, i 410 famílies. La densitat de població era de 345,1 habitants/km².
Dels 599 habitatges en un 35,1% hi vivien nens de menys de 18 anys, en un 34,4% hi vivien parelles casades, en un 29,9% dones solteres, i en un 31,4% no eren unitats familiars. En el 28% dels habitatges hi vivien persones soles el 15% de les quals corresponia a persones de 65 anys o més que vivien soles. El nombre mitjà de persones vivint en cada habitatge era de 2,51 i el nombre mitjà de persones que vivien en cada família era de 3,09.
Per edats la població es repartia de la següent manera: un 28,2% tenia menys de 18 anys, un 9,1% entre 18 i 24, un 25,2% entre 25 i 44, un 18,9% de 45 a 60 i un 18,5% 65 anys o més.
L'edat mediana era de 36 anys. Per cada 100 dones de 18 o més anys hi havia 75,9 homes.
La renda mediana per habitatge era de 16.836 $ i la renda mediana per família de 19.612 $. Els homes tenien una renda mediana de 26.250 $ mentre que les dones 15.972 $. La renda per capita de la població era d'11.473 $. Entorn del 34,4% de les famílies i el 40,4% de la població estaven per davall del llindar de pobresa.

## Poblacions més properes
El següent diagrama mostra les poblacions més properes.